# Hereniano
Hereniano (en latín: Herennianus) fue uno de los Treinta Tiranos que menciona Trebelio Polión en la Historia Augusta.
Según Polión era hijo de Septimio Odenato, y rey de Palmira. Usurpó el título imperial en las revueltas que hubo cuando el emperador Valeriano fue vencido, hecho prisionero y muerto por el rey de los persas Sapor I. Probablemente era el hermano pequeño de Vabalato y habría gobernado asociado a este (y a un tercer hermano de nombre Timolao), bajo la regencia de su madre Zenobia. Como no aparecen monedas ni medallas, se cree que podría ser un personaje ficticio, como otros que Polión incluye a la Historia Augusta.